# Peckhamia
Genre
Synonymes
- Consingis Simon, 1900

Peckhamia est un genre d'araignées aranéomorphes de la famille des Salticidae.

## Distribution
Les espèces de ce genre se rencontrent en Amérique.

## Liste des espèces
Selon World Spider Catalog (version 21.5, 09/01/2021) :
- Peckhamia americana (Peckham & Peckham, 1892)
- Peckhamia areito Cala-Riquelme, Bustamante, Crews & Cutler, 2020
- Peckhamia argentinensis Galiano, 1986
- Peckhamia espositoae Cala-Riquelme, Bustamante, Crews & Cutler, 2020
- Peckhamia formosa (Bryant, 1943)
- Peckhamia magna (Bryant, 1943)
- Peckhamia montana (Bryant, 1943)
- Peckhamia picata (Hentz, 1846)
- Peckhamia prescotti Chickering, 1946
- Peckhamia scorpionia (Hentz, 1846)
- Peckhamia semicana (Simon, 1900)
- Peckhamia seminola Gertsch, 1936
- Peckhamia soesilae Makhan, 2006
- Peckhamia surcaribensis Cala-Riquelme, Bustamante, Crews & Cutler, 2020
- Peckhamia variegata (F. O. Pickard-Cambridge, 1900)
- Peckhamia wesolowskae Cala-Riquelme, Bustamante, Crews & Cutler, 2020

## Étymologie
Ce genre est nommé en l'honneur de Elizabeth Maria Gifford Peckham et George William Peckham.

## Publication originale
- Simon, 1900 : « Descriptions d'arachnides nouveaux de la famille des Attidae. » Annales de la Société Entomologique de Belgique, vol. 44, p. 381-407 (texte intégral).